# Woodhouse, Hopton Wafers
Woodhouse var en civil parish från 1858 till 1967 då den blev en del av Hopton Wafers, i grevskapet Shropshire, i England. Civil parish var belägen 16 km från Bridgnorth och hade 2 invånare år 1961.